# Gulliver's Land
Gulliver's Land est un petit parc à thème situé à Milton Keynes, en Angleterre.
Ouvert depuis 1999, il est le troisième parc de la série des parcs Gulliver, les deux premiers étant Gulliver's World et Gulliver's Kingdom. Le parc assez petit s'organise autour du château de la zone Lilliput. Parmi les autres sections, on trouve Adventure Land, Toy Land, Discovery Bay, Junior Discovery Cove, Main Square et The Central Hub.
En 2007, un parc sur le thème de l'environnement nommé Gulliver's Eco-Park a été ouvert juste à côté de Gulliver's Land.

## Attractions

### Montagnes russes

#### actuelles
| Nom de l'attraction | Type                          | Constructeur   | Année d'ouverture |
| ------------------- | ----------------------------- | -------------- | ----------------- |
| Crazy Mouse         | Montagnes russes en intérieur | L&T Systems    | 1999              |
| Grand Prix Racers   | Montagnes russes junior       | SBF Visa Group | 2022              |
| Runaway Train       | Montagnes russes junior       | Zamperla       | 2004              |

#### disparues
| Nom de l'attraction | Type                                 | Constructeur | Année d'ouverture | Année de fermeture |
| ------------------- | ------------------------------------ | ------------ | ----------------- | ------------------ |
| Log Coaster         | Montagnes russes en métal            | Top Fun      | 1999              | 2003               |
| Python              | Montagnes russes assises             | Pinfari      | 2003              | 2018               |
| Twist and Joust     | Montagnes russes tournoyantes junior | EOS Rides    | 2014              | 2021               |